# Сарапульський міський округ
Сарапу́льський міський округ (рос. Сарапульский городской округ) — міський округ у складі Удмуртської Республіки. Адміністративний центр та єдиний населений пункт — місто Сарапул.

## Населення
Населенні — 94554 особи (2021; 101381 в 2010, 103141 у 2002).